# Họ Ngao
Họ Ngao (Danh pháp khoa học: Veneridae) đôi khi còn gọi là nghêu hay nghiêu là một họ động vật thân mềm hai mảnh vỏ trong bộ Ngao (Veneroida). 

## Đặc điểm
Trên thế giới, họ ngao có khoảng hơn 500 loài, phân bố rộng ở vùng bãi triều ven biển các nước nhiệt đới và ôn đới, trong đó có nhiều loài có giá trị và được sử dụng trong thực phẩm, thịt và vỏ còn được sử dụng làm thuốc trong Đông y chữa trị được nhiều bệnh chứng. Thành phần chủ yếu của thịt ngao chủ yếu là protein 10,8%; lipid 1,6%; carbidehydrat 4,65%; calcium, sắt, phosphor, vitamin A, B1, B2, PP... Trong 1.000g thịt ngao khô có 2.400 microgram iod.
Ở Việt Nam, họ ngao có khoảng 40 loài, trong đó ngao dầu (Meretrix meretrix) phân bố rộng ở Cô Tô, Yên Hưng, Yên Lập (Quảng Ninh); Cồn Lu, Cồn Ngạn (Nam Định); Kim Sơn (Ninh Bình); Lạch Trường và Biện Sơn (Thanh Hoá); Cửa Sót, Thạch Hà, Kỳ Anh (Hà Tĩnh). Vùng ven biển phía Bắc có ngao dầu (Meretrix meretrix), ngao mật (Meretrix lusoria Rumplius), vùng ven biển phía Nam có nghêu Bến Tre (Meretrix lyrata) phân bố nhiều ở các tỉnh Bình Định, Tiền Giang, Bến Tre. Đây là những loài có giá trị kinh tế và đang được người dân địa phương tiến hành nuôi với số lượng nhiều ở diện tích lớn.

## Phân loại

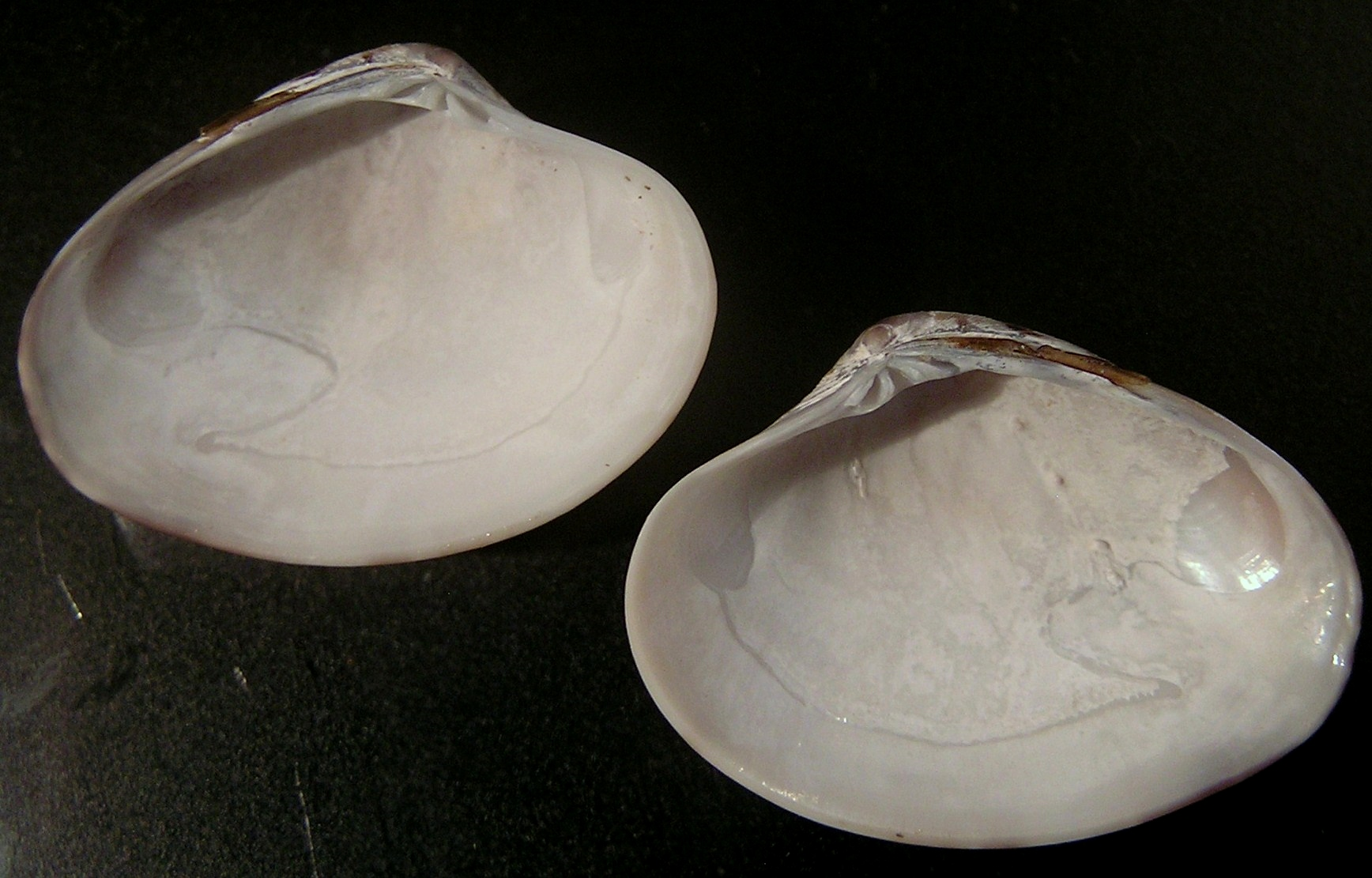
Marcia marmorata

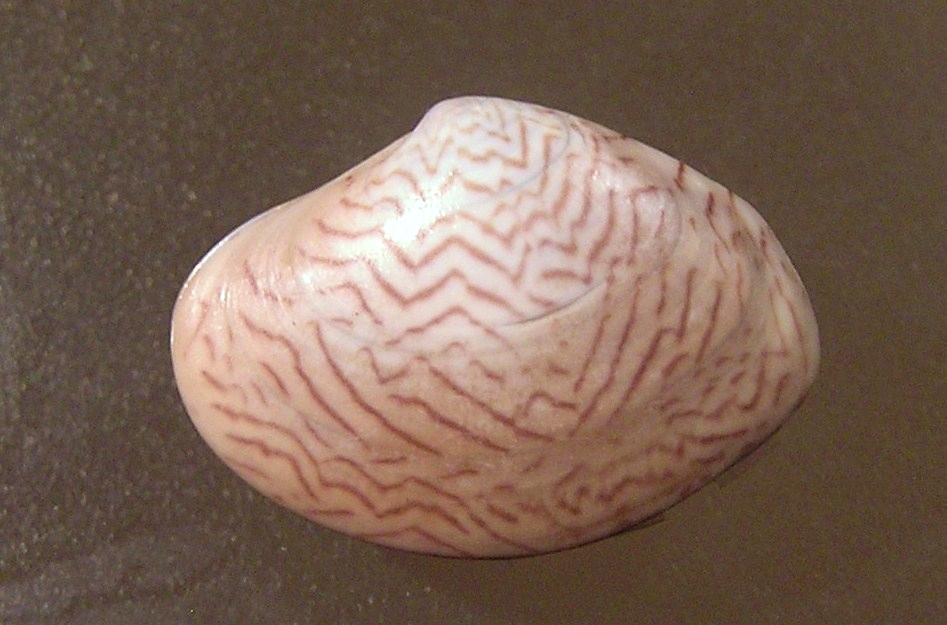
Sunetta meroe

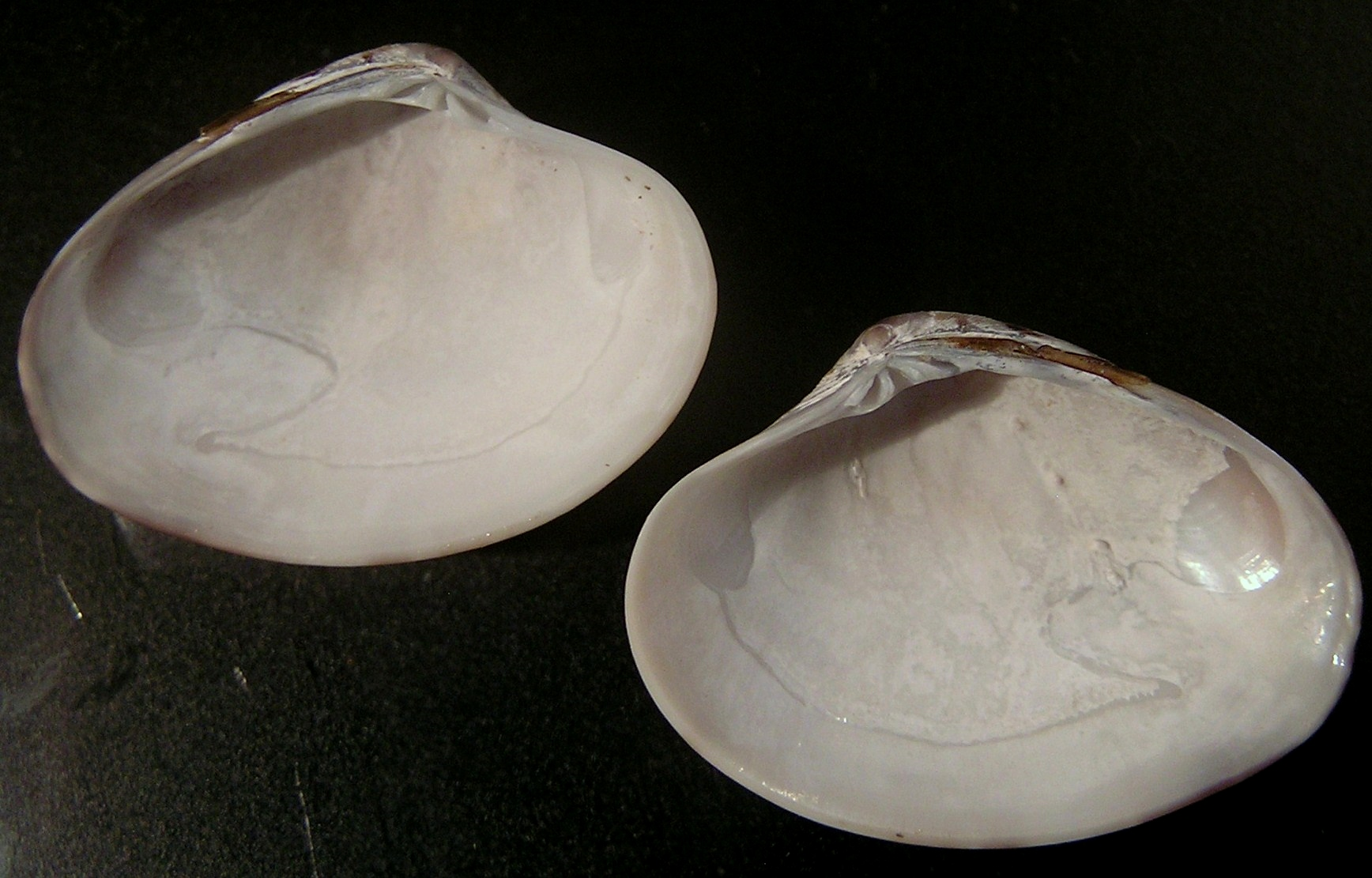
Marcia marmorata

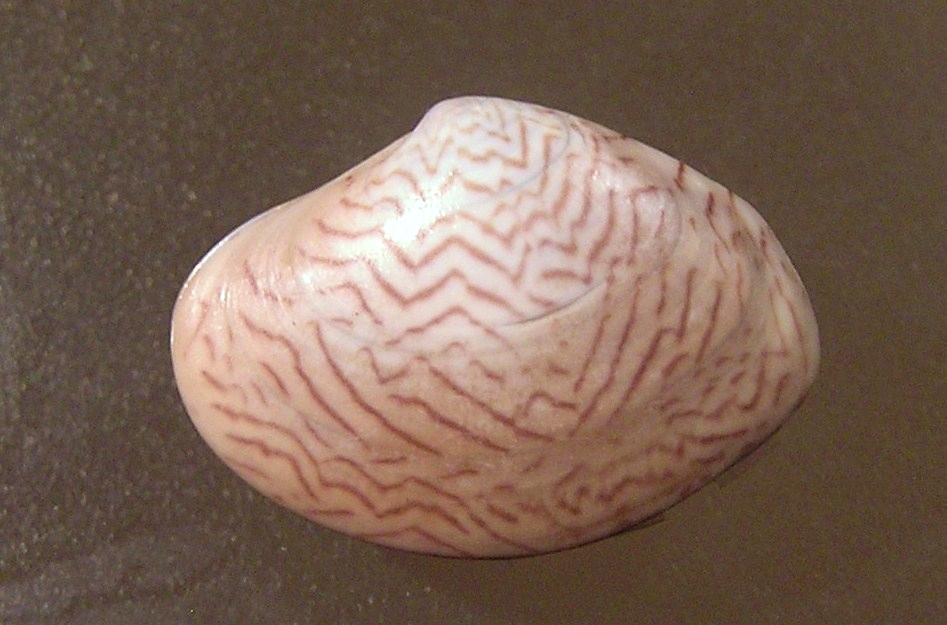
Sunetta meroe

The following genera are recognised in the family Veneridae:
- Agriopoma Dall, 1902
- Amiantis P. P. Carpenter, 1864
- Aphrodora Jukes-Browne, 1914
- †Austrocallista S. Erdmann & Morra, 1985
- Callista Poli, 1791
- Callocardia A. Adams, 1864
- Callpita M. Huber, 2010
- Costellipitar Habe, 1951
- †Dollfusia Cossmann, 1886
- †Dosiniopsis Conrad 1864
- †Eocallista Douvillé, 1921
- Eucallista Dall, 1902
- Ezocallista Kira, 1959
- †Goshoraia Tamura, 1977
- Hyphantosoma Dall, 1902
- Hysteroconcha Dall, 1902
- Lamelliconcha Dall, 1902
- Lioconcha Mörch, 1853
- Macrocallista Meek, 1876
- †Marwickia Finlay, 1930
- Megapitaria U. S. Grant & Gale, 1931
- Notocallista Iredale, 1924
- Nutricola F. R. Bernard, 1982
- Pelecyora Dall, 1902
- Pitar Römer, 1857
- Pitarenus Rehder & Abbott, 1951
- Proteopitar Alvarez, del Río & Martínez, 2019
- †Rohea Marwick, 1938
- Saxidomus Conrad, 1837
- Transennella Dall, 1884
- Transenpitar Fischer-Piette & Testud, 1967
- Veneriglossa Dall, 1886

Phân họ Clementiinae Frizzell, 1936
- Clementia Gray, 1842
- Compsomyax Stewart, 1930
- Egesta Conrad, 1845
- Kyrina Jousseaume, 1894

Phân họ Cyclininae Frizzell, 1936
- Cyclina Deshayes, 1850
- †Cyprimeria Conrad, 1864

Phân họ Dosiniinae Deshayes, 1853
- †Cordiopsis Cossmann, 1910
- Cyclinella Dall, 1902
- Dosinia Scopoli, 1777
- †Dosinobia Finlay & Marwick, 1937
- †Kakahuia Marwick, 1927

Phân họ Gemminae Dall, 1895
- Gemma Deshayes, 1853
- Parastarte Conrad, 1862
- †Plesiastarte P. Fischer, 1887

Phân họ Gouldiinae Stewart, 1930
- Circe Schumacher, 1817
- Circenita Jousseaume, 1888
- Comus L. R. Cox, 1930
- Dorisca Dall, Bartsch & Rehder, 1938
- Gafrarium Röding, 1798
- Gouldia C. B. Adams, 1847
- Gouldiopa Iredale, 1924
- Laevicirce Habe, 1951
- Microcirce Habe, 1951
- Parvicirce Cosel, 1995
- Privigna Dall, Bartsch & Rehder, 1938
- Redicirce Iredale, 1936

Phân họ Meretricinae Gray, 1847
- Aeora Conrad, 1870
- †Eomeretrix F. E. Turner, 1938
- Gomphina Mörch, 1853
- †Gratelupia Desmoulins, 1828
- †Meretrissa Jukes-Browne, 1908
- Meretrix Lamarck, 1799
- †Titomaya M. J. Alvarez & del Río, 2021
- Tivela Link, 1807
- †Tivelina Cossmann, 1886

Phân họ Petricolinae d'Orbigny, 1840
- Asaphinoides F. Hodson, 1931
- Choristodon Jonas, 1844
- Cooperella P. P. Carpenter, 1864
- Lajonkairia Deshayes, 1855
- Mysia Lamarck, 1818
- Petricola Lamarck, 1801
- Petricolaria Stoliczka, 1870

Phân họ Samarangiinae Keen, 1969
- Granicorium Hedley, 1906
- Samarangia Dall, 1902

Phân họ Sunettinae Stoliczka, 1870
- Sunetta Link, 1807

Phân họ Tapetinae Gray, 1851
- †Adelfia M. J. Alvarez & del Río, 2020
- †Atamarcia Marwick, 1927
- Cryptonema Jukes-Browne, 1914
- †Cyclorismina Marwick, 1927
- Eumarcia Iredale, 1924
- †Gomphomarcia Kautsky, 1929
- Irus F. C. Schmidt, 1818
- Irusella Hertlein & U. S. Grant, 1972
- Katelysia Römer, 1857
- †Legumen Conrad, 1858
- Liocyma Dall, 1870
- Macridiscus Dall, 1902
- Marcia H. Adams & A. Adams, 1857
- †Marciachlys M. J. Alvarez & del Río, 2020
- †Myrsopsis Sacco, 1900
- †Neovenerella Goncharova, 1986
- †Paleomarcia Fletcher, 1938
- Paphia Röding, 1798
- Paratapes Stoliczka, 1870
- Polititapes Chiamenti, 1900
- Protapes Dall, 1902
- Ruditapes Chiamenti, 1900
- Tapes Megerle von Mühlfeld, 1811
- †Taurotapes Sacco, 1900
- †Venerella Cossmann, 1886
- †Veneritapes Cossmann, 1886
- Venerupis Lamarck, 1818

Phân họ Turtoniinae Clark, 1855
- Turtonia Alder, 1848

Phân họ Venerinae Rafinesque, 1815
- Ameghinomya Ihering, 1907
- Anomalocardia Schumacher, 1817
- Anomalodiscus Dall, 1902
- Antigona Schumacher, 1817
- Austrovenus Finlay, 1926
- Bassina Jukes-Browne, 1914
- Callithaca Dall, 1902
- Chamelea Mörch, 1853
- Chione Megerle von Mühlfeld, 1811
- Chioneryx Iredale, 1924
- Chionista Keen, 1958
- Chionopsis Olsson, 1932
- Circomphalus Mörch, 1853
- Clausinella Gray, 1851
- Dosina J. E. Gray, 1835
- Eurhomalea Cossmann, 1920
- Globivenus Coen, 1934
- †Hinemoana Marwick, 1927
- Humilaria U. S. Grant & Gale, 1931
- Iliochione Olsson, 1961
- †Kuia Marwick, 1927
- Leukoma E. Römer, 1857
- Lirophora Conrad, 1863
- †Marama Marwick, 1927
- Mercenaria Schumacher, 1817
- Panchione Olsson, 1964
- Paphonotia Hertlein & A. M. Strong, 1948
- Periglypta Jukes-Browne, 1914
- Placamen Iredale, 1925
- Protocallithaca Nomura, 1937
- Proxichione Iredale, 1929
- Retrotapes del Rio, 1997
- Tawera Marwick, 1927
- Timoclea T. Brown, 1827
- †Turia Marwick, 1927
- Venus Linnaeus, 1758

Incertae sedis
- †Aphrodina Conrad, 1869
- †Austrocardilanx R. N. Gardner, 2005
- †Callistina Jukes-Browne, 1908
- †Ergenica Goncharova, 1981
- †Frigichione Fletcher, 1938
- †Katherinella Tegland, 1929
- †Loxo Dailey & Popenoe, 1966
- †Meroena Jukes-Browne, 1908
- †Psathura Deshayes, 1858
- †Pseudamiantis Kuroda, 1933
- †Rzehakia Korobkov, 1954
- †Trigonocallista Rennie, 1930
- †Urbnisia Goncharova, 1981

## Công dụng
Thịt ngao Đông y gọi là xa ngao nhục, tính hàn, vị ngọt mặn, không độc, có công năng giải độc, tiêu khát, tư âm, lợi thủy, hóa đờm, chủ trị chứng ho nhiều đờm, loét dạ dày hành tá tràng, băng huyết, bỏng, trĩ. Ngoài ra còn trị được phù nước, hoàng đản, phụ nữ bị băng đới, bướu cổ, lao phổi, âm hư, hen suyễn, tiểu đường, viêm phế quản mạn, bỏng, bị thương...
Đông y gọi vỏ ngao là văn cáp, cáp xác hay hải cáp phấn, chứa calci với hàm lượng cao dưới dạng muối cacbonat, phosphat và sulfat. Dược liệu có vị mặn, tính bình, thanh nhiệt lợi thấp, mát gan, hóa đàm. Chủ trị phiền nhiệt, đau họng, ho tức, ho đờm, băng lậu, tràng nhạc, trĩ... Sách Dược tính chỉ nam ghi: Làm tan được đờm dãi, chữa được chứng mụn nhọt, ác sang, mụn nhọt nhiều máu mủ độc. Liều dùng trung bìnhcho mỗi thang thuốc dạng sắc hoặc thuốc bột uống từ 12-20g mỗi ngày. Cách dùng như nấu thịt chín để ăn, còn vỏ phơi khô, nghiền thành bột gọi là bột vỏ ngao, cất sử dụng dần.
Thịt ngao cũng là loại thực phẩm có tác dụng kích thích tình dục giống như các loại động vật thân mềm hai mảnh vỏ như ngao, hàu, trai, sò... vì ở chúng có chứa những hợp chất có tác dụng giải phóng hormon tình dục mỗi khi ăn vào được cơ thể hấp thu. Thật vậy, trong hàng thế kỷ nay, người ta đều tin rằng các loài nhuyễn thể thân mềm như ngao, trai, sò... có những đặc tính kích thích tình dục. Những hợp chất như Daspartic acid và NMDA (N-methyl- D-aspartate) ở các loại động vật có vỏ hai mảnh đã kích thích ra testosteronvà oestrogen ở con người mỗi khi ăn nó.